# Giải vô địch bóng đá CONCACAF 1971
Giải vô địch bóng đá CONCACAF 1971 là Cúp bóng đá Bắc, Trung Mỹ và Caribe lần thứ năm, diễn ra ở Trinidad và Tobago từ 20 tháng 11 đến 5 tháng 12 năm 1971, giải đấu có 6 đội tuyển tham gia, thi đấu vòng tròn tính điểm để chọn ra nhà vô địch. Mexico giành chức vô địch lần thứ hai sau khi vượt qua Haiti ở lượt trận cuối.

## Địa điểm
| Port of Spain                                     | Port of Spain                                   | San Fernando                                      | Arima                                             |
| ------------------------------------------------- | ----------------------------------------------- | ------------------------------------------------- | ------------------------------------------------- |
| Queen's Park Oval                                 | King George V Park                              | Skinner Park                                      | Arima Velodrome                                   |
| 10°40′02″B 61°31′26″T / 10,6671113°B 61,5240007°T | 10°40′09″B 61°31′33″T / 10,6690517°B 61,52582°T | 10°16′01″B 61°27′45″T / 10,2670334°B 61,4626082°T | 10°38′14″B 61°17′04″T / 10,6371698°B 61,2843532°T |
| Sức chứa: 25.000                                  | Sức chứa:                                       | Sức chứa:                                         | Sức chứa:                                         |
|                                                   |                                                 |                                                   |                                                   |

## Vòng chung kết
| Thứ hạng | Đội                | Điếm | Số trận | Thắng | Hòa | Thua | Bàn thắng | Bàn thua | Hiệu số |
| -------- | ------------------ | ---- | ------- | ----- | --- | ---- | --------- | -------- | ------- |
| 1        | México             | 9    | 5       | 4     | 1   | 0    | 6         | 1        | 5       |
| 2        | Haiti              | 7    | 5       | 2     | 3   | 0    | 9         | 1        | 8       |
| 3        | Costa Rica         | 5    | 5       | 2     | 1   | 2    | 6         | 5        | 1       |
| 4        | Cuba               | 4    | 5       | 1     | 2   | 2    | 5         | 7        | -2      |
| 5        | Trinidad và Tobago | 4    | 5       | 1     | 2   | 2    | 6         | 12       | -6      |
| 6        | Honduras           | 1    | 5       | 0     | 1   | 4    | 5         | 11       | -6      |

| Costa Rica | 3 - 0 | Cuba |
| ---------- | ----- | ---- |
|            |       |      |

| México | 0 - 0 | Haiti |
| ------ | ----- | ----- |
|        |       |       |

| Trinidad và Tobago | 1 - 1 | Honduras |
| ------------------ | ----- | -------- |
|                    |       |          |

| Cuba | 3 - 1 | Honduras |
| ---- | ----- | -------- |
|      |       |          |

| Haiti | 0 - 0 | Costa Rica |
| ----- | ----- | ---------- |
|       |       |            |

| Trinidad và Tobago | 0 - 2 | México |
| ------------------ | ----- | ------ |
|                    |       |        |

| Costa Rica | 2 - 1 | Honduras |
| ---------- | ----- | -------- |
|            |       |          |

| México | 1 - 0 | Cuba |
| ------ | ----- | ---- |
|        |       |      |

| Trinidad và Tobago | 0 - 6 | Haiti |
| ------------------ | ----- | ----- |
|                    |       |       |

| Trinidad và Tobago | 2 - 2 | Cuba |
| ------------------ | ----- | ---- |
|                    |       |      |

| Haiti | 3 - 1 | Honduras |
| ----- | ----- | -------- |
|       |       |          |

| México | 1 - 0 | Costa Rica |
| ------ | ----- | ---------- |
|        |       |            |

| México | 2 - 1 | Honduras |
| ------ | ----- | -------- |
|        |       |          |

| Haiti | 0 - 0 | Cuba |
| ----- | ----- | ---- |
|       |       |      |

| Trinidad và Tobago | 3 - 1 | Costa Rica |
| ------------------ | ----- | ---------- |
|                    |       |            |

### Vô địch
| Vô địch Cúp Vàng CONCACAF 1971 Mexico Lần thứ hai |